# Sprague (Washington)
Sprague es una ciudad ubicada en el condado de Lincoln en el estado estadounidense de Washington. En el año 2000 tenía una población de 490 habitantes y una densidad poblacional de 301,5 personas por km².

## Geografía
Sprague se encuentra ubicada en las coordenadas 47°17′56″N 117°58′39″O / 47.29889, -117.97750.

## Demografía
Según la Oficina del Censo en 2000 los ingresos medios por hogar en la localidad eran de $29.079, y los ingresos medios por familia eran $31.750. Los hombres tenían unos ingresos medios de $30.833 frente a los $21.875 para las mujeres. La renta per cápita para la localidad era de $15.912. Alrededor del 13,2% de la población estaban por debajo del umbral de pobreza.